# Serra dels Ermitanets
La Serra dels Ermitanets és una serra situada al municipi del Pont de Vilomara i Rocafort, a la comarca catalana del Bages, amb una elevació màxima de 502 metres.
El juliol de 2022 va patir un incendi.